# The X-Files Trivia Game
The X-Files Trivia Game is een bordspel voor minimaal 2 en maximaal 6 spelers. Het werd ontwikkeld en uitgegeven in 1997. Het spel draait om de eerste drie seizoenen van de televisieserie.

## Doel
Het doel van het spel is om zo snel mogelijk Fox Mulder zijn ontvoerde zusje Samantha, bovenaan het speelbord, te bereiken. De weg hiernaartoe kan via verschillende routes afgelegd worden, waarbij de kortere routes meer risico's (dermate van de X vakjes en de daarop betrekkende actiekaarten) met zich meebrengen.

## Het spel
De speler die het dichts bij 13 oktober (de dag dat Samantha ontvoerd werd) jarig is mag beginnen. Deze speler bepaalt ook het moeilijkheidsniveau van de vragen. Er zijn twee moeilijkheidsgraden, te weten Agent (makkelijk) en Special Agent (moeilijk). De makkelijke vragen hebben nagenoeg altijd betrekking tot het getoonde fragment, waar bij de moeilijke vragen kennis van de gehele aflevering benodigd is. Via de vierzijdige dobbelsteen wordt de categorie bepaalt. Er zijn vier verschillende categorieën beschikbaar:
- Personen - vragen over identiteit, handeling, eigenschap of achtergrond van een bepaald persoon.
- Achtergronden - vragen over de achtergrond van een aflevering, zoals de mythologie achter de serie.
- Het onverklaarbare - vragen over door Mulder en Scully onderzochte x-Files.
- Achter de schermen - vragen over de productie van de televisieserie. Dit is de moeilijkste categorie gezien de spelers ook kennis moeten hebben die niet vanuit afleveringen te halen is.

## Inhoud
Het spel komt in een rijkelijk versierde kartonnen doos met de volgende inhoud:
- 1 boekje met spelregels en 584 vragen + antwoorden
- 1 speelbord
- 1 VHS band met ~75 minuten aan materiaal (73 fragmenten).
- 1 speciale 4-zijdige dobbelsteen met categorie aanduiding
- 6 speciale X-Files pionnen
- 25 aktiekaarten